# アンスティチュ・フランセ東京
アンスティチュ・フランセ東京は東京都新宿区に所在する、フランス政府公式のフランス語学校・文化センターである。2012年までの名称は東京日仏学院。校舎は坂倉準三設計のモダニズム建築として知られる。

## 歴史
1949年、財団法人日仏会館は東京都に対し語学学校の開設を申請。翌1950年に認可が下り、12月より市谷の相馬男爵邸跡で工事が開始された。設計は、フランスでル・コルビュジエの元で建築を学んだ坂倉準三が担当した。当初は1951年5月の竣工を目指したが、朝鮮特需で建設資材が高騰し、ホール建設を中止するなどの設計見直しを経て1951年9月に完成した。1952年1月16日、東京日仏学院開校。開校式には吉田茂内閣総理大臣や高松宮宣仁親王、駐日フランス大使のモーリス・ドジャンらが出席した。
開校当初は200人ほどであった生徒数は1960年には2839人を数え、手狭になったことから1960年から1961年にかけて増築工事が行われた。後述のとおり、1994年～2001年、2004年に改築・改装が行われ、さらに既存棟改修と新棟建設事業が2019年10月に着工し、2021年夏の完成を目標に進められている。
東京日仏学院は2012年9月に横浜日仏学院、関西日仏学館、九州日仏学館および駐日フランス大使館文化部と統合、アンスティチュ・フランセ日本となる。これに伴い、本校はアンスティチュ・フランセ東京に名称が改められた。

## 建築
飯田橋駅から外堀通りを市ケ谷駅方面に進み、市ヶ谷台に至る逢坂の登り口に位置する。敷地に食い込むように築土神社の摂社が建ち、その右側が入口である。館内には図書・音楽映像資料を所蔵するメディアテークや映画館、フランス語書籍を扱う書店「欧明社リヴ・ゴーシュ店」、レストランがあり、本校の学生以外でも利用可能である。
本建物が着工された1950年は第二次世界大戦後の建築資材統制が解除され、鉄筋コンクリートや鉄骨を用いた本格的な近代建築が再開された時代である。前述の通り朝鮮特需による資材難と、予算も限られていたことから当初は最小限の規模で建てられた。主屋の1・2階には教室4室と図書室、集会室、教員室、院長室がまとめられ、3階には院長の住戸が設けられた。附属棟には玄関ホールと事務室、トイレなどが入り、両棟をつなぐ位置にある塔状の階段室棟で構成された。サッシは3階部分はスチール製であったが、1・2階は木製であった。
薄いスラブと、バルコニーでそれを支える濃青に塗られた「シャンピニオンの柱」が外観の特徴である。中庭側の階段室棟には、曲線を描く三角形の二重螺旋階段が収まっている。階段を二つ設けた理由としては、一方は生徒用、もう一つは院長のプライベート用の「裏階段」として使ったと考えられ、裏階段は装飾性を省いたシンプルな意匠である。この独特な構造は、こことフランスのシャンボール城だけである。
1960年から1961年にかけて行われた増築工事では坂倉が設計を担当し、床面積を2倍とするとともに創設時には断念した多目的ホールが設けられた。
1994年から2001年にかけては、横浜の建築事務所「みかんぐみ」の建築家マニュエル・タルディッツにより耐震補強や、従来の図書室から書籍のみならず音楽・映像資料を備えたメディアテークに、多目的ホールを映画専用ホールに作り替える改修工事が行われ、これを機にフランス映画の監督や俳優が講演に訪れることが増えた。2004年にはスイス出身のデザイナークラウディオ・コルッチにより、エントランスホールやカフェに大胆な色彩を使った改装が施された。2019年からは、公募で指名された藤本壮介により、中庭を囲むように14の教室と既存棟から移設されたレストランからなる新棟建設と既存棟の改築事業が進められている。

### 建築に対する評価
坂倉は同時期に神奈川県鎌倉市に神奈川県立近代美術館を設計。戦後に創刊した彰国社の雑誌『建築文化』では、東京日仏学院と同美術館が1951年11月号と12月号で2号続けて表紙を飾った。1951年11月に開かれた第1回サンパウロ・ビエンナーレでは建築審査員として招かれ、他の建築家が展示壁面を分け合う中、この両建築が一つの壁面を占めて展示された。ところが、東京大学教授の岸田日出刀は『建築文化』1952年1月号で、雑誌誌面から受けた印象としながらも「浅薄で騒々しく、胸悪くなる新しがり」「アプレゲール建築」と酷評。次号では、神奈川県立近代美術館の現地に赴き細部の意匠について酷評した。それ以降、東京日仏学院は坂倉の仕事の中でも顧みられることが少なくなった。しかし、1961年の増築の際にも坂倉に設計が任され、2016年にはDOCOMOMO Japanより日本におけるモダン・ムーブメントの建築の一つに選定されている。